# インクライン・トライセップス・エクステンション
インクライン・トライセップス・エクステンション(incline triceps extension)は、ウエイトトレーニングの種目の一つ。主に上腕三頭筋の長頭を鍛えることができる。

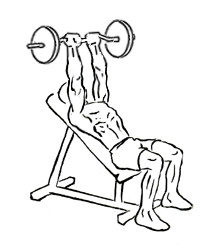
インクライン・バーベル・トライセップス・エクステンション(スタート)

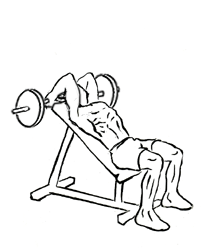
インクライン・バーベル・トライセップス・エクステンション(フィニッシュ)

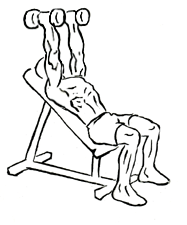
インクライン・ダンベル・トライセップス・エクステンション(スタート)

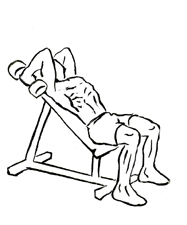
インクライン・ダンベル・トライセップス・エクステンション(フィニッシュ)

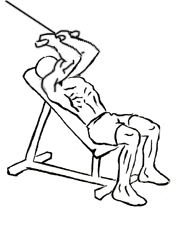
インクライン・ケーブル・トライセップス・エクステンション(スタート)

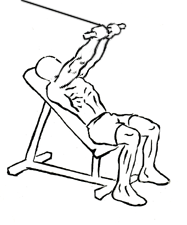
インクライン・ケーブル・トライセップス・エクステンション(フィニッシュ)

## 具体的動作

### インクライン・バーベル・トライセップス・エクステンション
1. 両手でオーバーグリップでバーベルを持ち、インクラインベンチに仰向けになり、腕を伸ばして顔の上にバーベルを構える。
2. 息を吸いながら頭の後ろにバーベルがくるように腕を曲げていく。
3. 息を吐きながら元の姿勢に戻る。
4. 2~3を繰り返す。

### インクライン・ダンベル・トライセップス・エクステンション
1. 両手にダンベルを持ち、インクラインベンチに仰向けになり、腕を伸ばして顔の上にダンベルを構える。手のひらが向き合うようにする。
2. 息を吸いながら頭の後ろにダンベルがくるように腕を曲げていく。
3. 息を吐きながら元の姿勢に戻る。
4. 2~3を繰り返す。

### インクライン・ケーブル・トライセップス・エクステンション
1. ハイプーリーにハンドルをセットする。
2. 両手でハンドルを持ち、インクラインベンチに仰向けになり、頭の後ろに構える。
3. 息を吐きながら頭上にハンドルがくるように腕を伸ばしていく。
4. 息を吸いながら元の姿勢に戻る。
5. 3~4を繰り返す。